# Línea LP (Interurbanos Lérida)
La línea LP de la red de autobuses interurbanos de Lérida, como su nombre indica, une todos los polígonos industriales de la ciudad con el centro. Esta línea se puso en funcionamiento el 29 de diciembre de 2005.

## Características
Es una línea circular con un recorrido total que dura unos 76 minutos en dar una vuelta entera y tiene dos trayectos dependiendo del horario.

### Horarios/frecuencias
| Lunes a viernes laborables |             |
| de 6:15 a 7:15             | cada 28 min |
| de 8:15 a 20:15            | cada 48 min |
| Sábados                    |             |
| de 7:15 a 14:35            | cada 48 min |

## Recorrido
Inicia su trayecto largo a las 6:15 en la Calle del Bruc, en el barrio de Cappont y sigue por Av. de Valencia hasta llegar a la Avenida de l´Estudi General para girar a la derecha pasando por al lado del campus universitario de la Universidad de Lérida y cruza el Río Segre por el Puente de la Universidad hasta la Avenida de Cataluña, y al llegar a la Plaza de Cataluña entra a la izquierda en la Calle Lluis Companys, pasando por delante del Café del Teatro de l'Escorxador y el Teatro del Matadero, llegando al Gran Paseo de Ronda donde gira a la derecha y cruzándolo entero hasta la rotonda de la Plaza de Europa, donde entra en el barrio de Pardiñas saliendo por el Segundo paseo de ronda y gira a la izquierda para la tomar la Avenida Alcalde recasens y luego a la derecha bajando por toda la calle Baró de Maials hasta llegar al palacio de congresos La Lonja de Lérida que queda a la izquierda antes de cruzar el Puente de Pardiñas. Una vez cruzado el río da un largo recorrido por dentro del Polígono Industrial el Segre para volver a salir por la antigua  N-II  dirección Barcelona y salir a la derecha para entrar al Polígono Industrial les Canals y luego al Polígono Industrial Camí del Frares saliendo a la derecha por la  N-240  y entrando a la izquierda por el barrio de los Magraners, cruzándolo y bajando hasta el cementerio municipal y girar a la izquierda por la calle Palauet y entrando al barrio de La Bordeta y bajando por la Avenida de las Garrigas hasta llegar a la parada inicial.
| parada                            | enlaces      | otros  |
| --------------------------------- | ------------ | ------ |
| BRUC                              | 13           |        |
| PL. BLAS INFANTE                  |              |        |
| PONT UNIVERSITAT 1                | 13           | Wonder |
| ESTACIÓ D´AUTOBUSOS 2             |              |        |
| CATALUNYA 1                       | 4 8 9        |        |
| ESCORXADOR                        | 4 8 9 11B 19 |        |
| PLAÇA PAGESSOS 1                  | 8 9 11B 19   | Wonder |
| COMISSARIA                        | 2 9          |        |
| SEGRIÀ                            | 2 9          |        |
| MERCAT FLEMING                    | 2 9          |        |
| ENRIC GRANADOS                    | 2 14 18      |        |
| HUMBERT TORRES                    | 2 9 18       |        |
| SEGON PG. RONDA                   |              |        |
| CAP BALÀFIA 2                     | 7 11 11B 18  |        |
| BARÓ MAIALS / C. CORBINS          | 3            |        |
| PONT DE PARDINYES                 | 3            |        |
| PALAU DE CONGRESSOS               | 18           |        |
| CIUTAT DEL TRANSPORT              |              |        |
| AV. INDÙSTRIA P.203               |              |        |
| AV. INDÙSTRIA P.208               |              |        |
| SEGRE AV. INDÙSTRIA / PAU AGUSTÍN |              |        |
| AV. INDÙSTRIA / E.MIES            |              |        |
| AV. INDÙSTRIA P.503               |              |        |
| GROS MERCAT                       |              |        |
| J. SEGURA I FARRÉ P.714           |              |        |
| J. SEGURA I FARRÉ P.708           |              |        |
| J. SEGURA I FARRÉ P.702           |              |        |
| NII                               |              |        |
| LES CANALS                        |              |        |
| CIMALSA                           |              |        |
| D - K                             |              |        |
| ELS FRARES J-D                    |              |        |
| SOL.LICITADA 5 **                 |              |        |
| C -H                              |              |        |
| A -F                              |              |        |
| JOAN GAVARRA                      | 6            |        |
| MAGRANERS                         | 6            |        |
| MOSSÈN SALVADOR                   | 6            |        |
| COSTA DE MAGRANERS                | 6            |        |
| CEMENTIRI 3                       | 6            |        |
| TRAVESSIA PALAUET 2               | 6            |        |
| ASTÚRIES 2                        | 6            |        |
| BOQUÉ - CAP 2                     | 6            |        |
| PALAUET                           | 5 6          |        |
| SÍCORIS 2                         | 5 6          |        |
| CANAL 2                           | 5 6          |        |
| BLOCS LA CAIXA 2                  | 5 6          |        |
| DRA. CASTELLS 2                   | 5 6          |        |

| parada                            | enlaces | otros |
| --------------------------------- | ------- | ----- |
| RIU SEGRE                         |         |       |
| AV. SEGRE / NORD                  |         |       |
| PALAU DE CONGRESSOS               | 18      |       |
| PONT DE PARDINYES                 | 3       |       |
| CIUTAT DEL TRANSPORT              |         |       |
| AV. INDÙSTRIA P.203               |         |       |
| AV. INDÙSTRIA P.208               |         |       |
| SEGRE AV. INDÙSTRIA / PAU AGUSTÍN |         |       |
| AV. INDÙSTRIA / E.MIES            |         |       |
| AV. INDÙSTRIA P.503               |         |       |
| GROS MERCAT                       |         |       |
| J. SEGURA I FARRÉ P.714           |         |       |
| J. SEGURA I FARRÉ P.708           |         |       |
| J. SEGURA I FARRÉ P.702           |         |       |
| NII                               |         |       |
| LES CANALS                        |         |       |
| CIMALSA                           |         |       |
| D - K                             |         |       |
| ELS FRARES J-D                    |         |       |
| SOL.LICITADA 5 **                 |         |       |
| C -H                              |         |       |
| A -F                              |         |       |
| JOAN GAVARRA                      | 6       |       |
| MAGRANERS                         | 6       |       |
| MOSSÈN SALVADOR                   | 6       |       |
| COSTA DE MAGRANERS                | 6       |       |
| CEMENTIRI 3                       | 6       |       |
| TRAVESSIA PALAUET 2               | 6       |       |
| ASTÚRIES 2                        | 6       |       |
| BOQUÉ - CAP 2                     | 6       |       |
| PALAUET                           | 5 6     |       |
| SÍCORIS 2                         | 5 6     |       |
| CANAL 2                           | 5 6     |       |
| BLOCS LA CAIXA 2                  | 5 6     |       |
| DRA. CASTELLS 2                   | 5 6     |       |